# N'attendons pas
 (janvier 2022).
Albums de Vianney
Le Concert (en)
(2018) À 2 à 3
(2023)
Singles
1. N'attendons pas
Sortie : 8 mai 2020
2. Beau-papa
Sortie : 21 août 2020
3. Pour de vrai
Sortie : 24 février 2021
4. Parce que c'est toi
Sortie : 15 octobre 2021
5. La fille du sud
Sortie : 9 février 2022

N'attendons pas est le troisième album du chanteur français Vianney. Il est sorti le 30 octobre 2020 sous le label Tôt ou tard. 
Deux chansons de l'album ont été extraits en single : N'attendons pas et Beau-papa.

## Liste des titres
Toutes les chansons sont écrites et composées par Vianney Bureau.
| Édition standard | Édition standard      | Édition standard | Édition standard | Édition standard | Édition standard | Édition standard | Édition standard | Édition standard | Édition standard |
| No               | Titre                 | Durée            |                  |                  |                  |                  |                  |                  |                  |
| ---------------- | --------------------- | ---------------- | ---------------- | ---------------- | ---------------- | ---------------- | ---------------- | ---------------- | ---------------- |
| 1.               | Merci pour ça         | 3:23             |                  |                  |                  |                  |                  |                  |                  |
| 2.               | Pour de vrai          | 4:01             |                  |                  |                  |                  |                  |                  |                  |
| 3.               | Mode                  | 3:26             |                  |                  |                  |                  |                  |                  |                  |
| 4.               | N'attendons pas       | 3:13             |                  |                  |                  |                  |                  |                  |                  |
| 5.               | Beau-papa             | 3:17             |                  |                  |                  |                  |                  |                  |                  |
| 6.               | La Fille du sud       | 3:51             |                  |                  |                  |                  |                  |                  |                  |
| 7.               | Funambule             | 1:53             |                  |                  |                  |                  |                  |                  |                  |
| 8.               | J'ai essayé           | 3:03             |                  |                  |                  |                  |                  |                  |                  |
| 9.               | Les Imbéciles         | 3:46             |                  |                  |                  |                  |                  |                  |                  |
| 10.              | Pardonnez-moi         | 4:07             |                  |                  |                  |                  |                  |                  |                  |
| 11.              | Tout nu dans la neige | 3:51             |                  |                  |                  |                  |                  |                  |                  |
| 37:57            |                       |                  |                  |                  |                  |                  |                  |                  |                  |

Toutes les chansons sont écrites et composées par Vianney Bureau.
| 1. | Les imbéciles (feat. Ben Mazué)      | 3:42 |
| 2. | Nos lendemains                       | 3:40 |
| 3. | Beau-papa (acoustique)               | 3:23 |
| 4. | Parce que c'est toi (feat. Mentissa) | 3:28 |
| 5. | Dabali                               | 2:54 |
| 6. | Emma                                 | 3:29 |
| 7. | Vie varda                            | 4:31 |

## Clips vidéo
- N'attendons pas : 15 juillet 2020
- Merci pour ça : 30 septembre 2020
- Beau-papa : 23 octobre 2020
- Pour de vrai : 24 février 2021
- Les Imbéciles (Video Lyrics) : 6 juillet 2021
- La fille du sud : 9 février 2022

## Classements et certifications
| Classements (2020)           | Meilleure position |
| ---------------------------- | ------------------ |
| Belgique (Flandre Ultratop)  | 147                |
| Belgique (Wallonie Ultratop) | 2                  |
| France (SNEP)                | 1                  |
| Suisse (Schweizer Hitparade) | 10                 |
| Suisse (Charts Romandie)     | 2                  |

| Classement (2020)            | Position |
| ---------------------------- | -------- |
| Belgique (Wallonie Ultratop) | 35       |

### Certifications
| Pays                                                                       | Certification | Ventes certifiées |
| -------------------------------------------------------------------------- | ------------- | ----------------- |
| France (SNEP)                                                              | 3 × Platine   | 300 000‡          |
| xNon précisé par la certification ‡ventes/streaming selon la certification |               |                   |